# Macrobio Longiniano
Flavio Macrobio Longiniano (latino: Flavius Macrobius Longinianus; ... – 13 agosto 408) fu un prefetto dell'Impero romano d'Occidente.

## Biografia

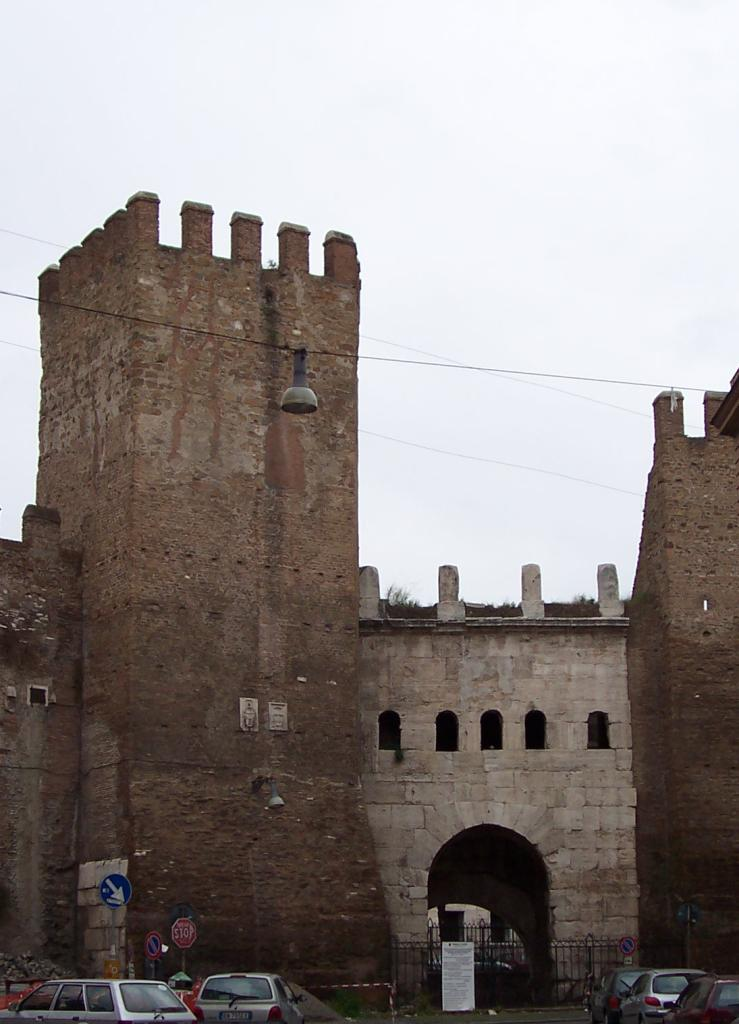
Porta Tiburtina, restaurata da Longiniano per volere di Stilicone

Ricoprì un incarico amministrativo importante (forse comes privatarum largitionum) nel tardo 398, periodo in cui ricevette delle lettere di Quinto Aurelio Simmaco; l'anno successivo fu nominato comes sacrarum largitionum).
In un certo periodo tra il 400 e il 402 ricoprì la carica di praefectus urbi di Roma; in questo periodò curò il restauro delle Mura aureliane voluto dall'imperatore Onorio, e il suo nome è attestato sulle iscrizioni di Porta Tiburtina, Porta Praenestina e Porta Portuense come curatore dell'opera. Fece anche costruire un battistero a Roma presso la basilica di Sant'Anastasia al Palatino (di quest'ultimo però non rimane traccia archeologica).
Tra l'11 gennaio 406 e il 24 marzo di quello stesso anno è attestato in carica come Prefetto del pretorio (non è chiaro se delle Gallie o d'Italia); fu poi nuovamente Prefetto del pretorio (d'Italia) nel 408.
Era un sostenitore di Stilicone; per questo, quando il magister officiorum Olimpio corruppe i soldati di stanza a Ticinum (Pavia), questi presero prigionieri tutti gli ufficiali leali a Stilicone e li misero a morte il 13 agosto. A seguito della caduta del generale, ucciso il 22 agosto, i nomi di Stilicone e Longiniano furono cancellati dalle iscrizioni.
È probabile che sia da identificare col Longiniano corrispondente di Agostino di Ippona; in tal caso era un pagano neoplatonico, che deteneva cariche sacerdotali pagane. Se l'identificazione è corretta, e se la costruzione del battistero non fosse esclusivamente legato al suo ruolo, Longiniano si convertì al cristianesimo prima della sua prefettura.